# Goyo Benito
Pour les articles homonymes, voir Benito.
Gregorio Benito Rubio, dit  Goyo Benito (né le 21 octobre 1946 à El Puente del Arzobispo et mort le 2 avril 2020 à Madrid), est un footballeur espagnol évoluant comme défenseur central. 
Il a passé la majeure partie de sa carrière professionnelle au Real Madrid. 

## Biographie
, souffrant de la maladie d'Alzheimer, passe ses dernières années dans une maison de retraite à Madrid. 
Le 2 avril 2020, Goyo Benito meurt à l'âge de 73 ans des suites de la COVID-19 après que sa résidence ait été l'une des nombreuses touchées par la pandémie.

## Carrière

### En club
Après avoir pratiqué l'athlétisme au début de son adolescence, étant champion national de lancer du javelot au niveau scolaire, Goyo Benito signe au Real Madrid à l'été 1963, à 16 ans. Après deux ans de prêt au voisin Rayo Vallecano, en Segunda División (sa seconde année étant écourtée car il a été appelé au service militaire à Sidi Ifni), il retourne ensuite au Real, y restant pendant les 14 saisons suivantes et gagnant six championnats et cinq coupes d'Espagne. 
En 1982, il met un terme à sa carrière à l'âge de 35 ans, après 420 matchs et trois buts sous les couleurs du Real ; pour ses services au club, il est l'un des deux joueurs à recevoir la Laureada du président Santiago Bernabéu - l'autre joueur étant Pirri.

### En sélection
Goyo Benito compte 22 sélections en équipe d'Espagne, sur une durée de presque sept ans. Il débute le 9 mai 1971 par une victoire 2-0 à l'extérieur contre Chypre pour les qualifications de l'Euro 1972, mais il ne participe pas à de tournois internationaux majeurs, l'Espagne ne performant pas sur cette période.
De plus, Goyo Benito représente la nation aux Jeux olympiques d'été de 1968 au Mexique, allant jusqu'en quarts de finale.

## Palmarès
Real Madrid
- Champion d'Espagne : 1971–72, 1974–75, 1975–76, 1977–78, 1978–79, 1979–80
- Copa del Rey : 1969–70, 1973–74, 1974–75, 1979–80, 1981–82
- Coupe d'Europe des vainqueurs de coupe : Finaliste 1970-1971